# Atalantia monophylla
Atalantia monophylla är en vinruteväxtart som först beskrevs av William Roxburgh, och fick sitt nu gällande namn av A. Dc.. Atalantia monophylla ingår i släktet Atalantia och familjen vinruteväxter. Inga underarter finns listade i Catalogue of Life.